# Buddismo in Thailandia

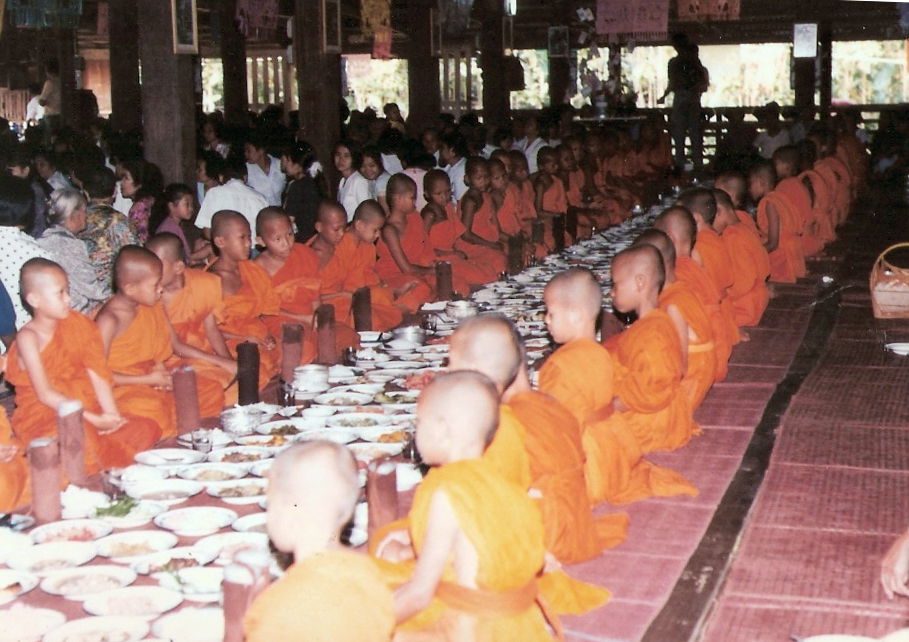
Monaci novizi thailandesi.

Il buddismo in Thailandia è presente nella sua quasi totalità attraverso la scuola Theravada, anche se integratosi nel tempo con credenze derivanti dal folklore tradizionale, così come dalla religione popolare cinese, presente in Thailandia grazie anche al suo folto gruppo di immigrati.
I templi buddhisti thailandesi sono caratterizzati da alti stupa dorati e l'arte ed architettura buddhista del paese è del tutto simile a quella delle altre nazioni del Sudest asiatico, in particolare di Cambogia e Laos, con cui la Thailandia condivide molto del suo patrimonio storico-culturale.

## Storia

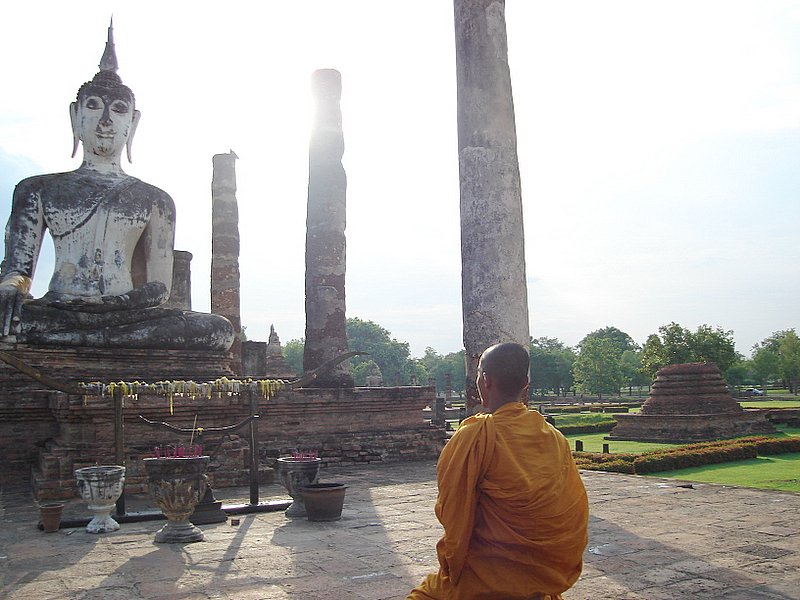
Monaco seduto in meditazione nel parco storico di Sukhothai davanti all'immagine di Buddha del tempio-Wat Mahathat.

Il buddismo thailandese è basato sul movimento religioso fondato nel VI secolo a.C. dal principe Siddharta Gautama, divenuto in seguito noto come il Buddha (l'illuminato, il risvegliato); egli ha esortato il mondo ad abbandonare gli estremi della sensualità e dell'auto-mortificazione ascetica, per seguire invece una più saggia "Via di Mezzo": il focus di tutta la sua dottrina è incentrato eminentemente sull'essere umano, non contemplando l'idea di una figura divina onnipotente e creatrice.
Il presupposto è che l'esistenza in sé è costituita di dolore e sofferenza, le quali son conseguenze del desiderio, pertanto la sofferenza può avere termine soltanto se il desiderio cessa: la fine di tutta la sofferenza è costituita dal raggiungimento del Nirvana, spesso definito come l'assenza completa di qualsivoglia desiderio, quindi anche di sofferenza; mentre altre volte viene identificato come lo stato beatifico donato dalla condizione di illuminazione.
Nel III secolo a.C. il buddismo si era oramai ampiamente diffuso in Asia, e le interpretazioni in parte divergenti degli insegnamenti lasciati dal Maestro avevano portato alla creazione di diverse scuole settarie. Le dottrine che avevano raggiunto l'isola di Ceylon giunsero in lingua pāli (appartenente alla grande famiglia di lingue indoeuropee e strettamente imparentata col sanscrito) nel I secolo: queste dottrine costituiscono il Tripitaka (i "3 cesti" delle scritture sacre) del buddismo Theravada.
Secondo vari storici e studiosi, intorno al 228 a.C. uno dei monaci inviati in giro per il mondo da Ashoka (il fondatore dell'impero Maurya), di nome Sohn Uttar Sthavira, è giunto fino a Suvarnabhumi (o Suvannabhumi) – identificata con la terra thai – assieme ad altri monaci e libri sacri. La diffusione del buddismo fu continuata dal popolo mon e in particolare dalla civiltà Dvaravati, che prese il controllo della valle del fiume Chao Phraya e introdusse prima il buddismo mahāyāna e poi quello theravada, che in seguito avrebbe preso il sopravvento. Questa forma di buddismo fu quindi sviluppata dal Regno di Tambralinga, l'odierna Nakhon Si Thammarat, e divenne religione di Stato nel XIII secolo nel Regno di Sukhothai, il primo grande Stato formato dai thai.

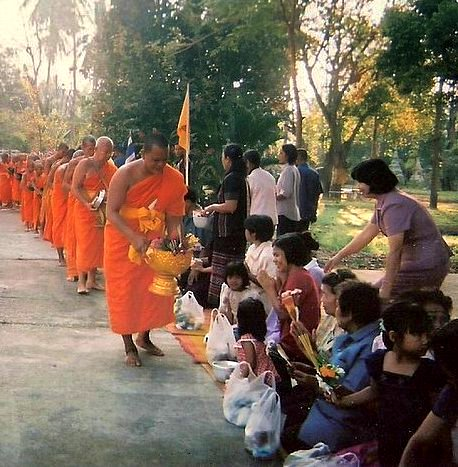
La questua quotidiana dei monaci theravada.

## Influenze
Tre sono le forze principali che hanno influenzato lo sviluppo del buddismo in Thailandia; l'influenza più evidente è quella della scuola Theravada importata dallo Sri Lanka, come detto: mentre ci sono notevoli variazioni locali e regionali, questa scuola fornisce la maggior parte dei principali temi del buddismo thailandese
Per tradizione il pali è la lingua religiosa, essendo le scritture registrate in essa e venendo utilizzata anche nella liturgia; il Tripitaka è il canone dei testi sacri principali (lo stesso codice monastico-Prātimokṣa/Patimokkha seguito dai monaci thai è tratto da esso), anche se successivamente molti altri testi locali sono stati composti in modo da riassumere il vasto numero d'insegnamenti ivi contenuti.
La seconda grande influenza avvenuta sul buddismo thailandese è costituita dalle credenze indù provenienti dalla Cambogia, questo soprattutto durante il periodo Sukhotai; l'induismo vedico ha giocato un ruolo notevole nel primo istituto della regalità thai, proprio come accadde in Cambogia, ed esercitò una forte influenza nella legislazione e nell'ordinamento sociale.
Certi riti praticati nell'odierna Thailandia, sia da monaci che da specialisti dei rituali indù, sono esplicitamente identificati come di origine induista e/o facilmente visibili essere il risultato di pratiche derivanti dalla religione induista. Mentre la visibilità dell'induismo è stata diminuita sensibilmente nel corso della dinastia Chakri, ma altre influenze - in particolare i santuari dedicati al dio Brahmā - continueranno ad essere attive all'interno delle cerimonie istituzionali buddhiste.
Il folklore thai viene a costituire la grande terza influenza sul buddismo thailandese; mentre gli osservatori occidentali hanno spesso tracciato una linea netta tra il buddismo e le pratiche religiose popolari, questa distinzione si riscontra raramente nei luoghi più rurali: qui il potere spirituale derivante dall'osservanza dei precetti buddhisti e ritualistici è impiegato nel tentativo di placare gli spiriti della natura locale.
Molte tra le limitazioni osservate dai monaci dei villaggi sono derivate non dall'ortodossia Vinaya, bensì dai tabù derivanti dalla pratica di magia popolare come astrologia cinese, numerologia e la creazione di amuleti e talismani vengono a svolgere un ruolo di primissimo piano nei riti di fede quotidiana praticata dal popolo; tutte pratiche queste in realtà vietate nei discorsi del Buddha raccolti nel Dīgha Nikāya. Tra gli amuleti più diffusi nel Paese vi sono le phuang malai (พวงมาลัย), composizioni floreali a ghirlanda spesso usate come offerta nei templi o come portafortuna.
I thailandesi conservano alcune delle tradizioni dell'animismo che era praticato prima dell'introduzione del buddismo; i riti animistici, insieme a quelli del brahmanesimo e dell'induismo, fanno tuttora parte della loro vita quotidiana. In particolare si è ipotizzato che l'associazione di due religioni così diverse come il buddismo, legato ad aspetti squisitamente spirituali, e l'animismo, che si basa spesso su aspetti materiali, possa appagare i diversi bisogni psicologici che ciascuna delle due religioni soddisfa solo parzialmente e le renda quindi almeno in parte complementari. Uno degli esempi a tale riguardo più diffusi nel Paese sono le case degli spiriti, santuari in miniatura di origine animista spesso raffiguranti un tempio buddhista dedicati allo spirito che protegge il luogo in cui si trovano. Sono presenti in quasi tutti i giardini delle case thailandesi e la cerimonia della loro inaugurazione è affidata a un bramino.
Inoltre influenze più lievi sono osservabili anche dal contatto derivante col Mahayana; alcune funzionalità del buddismo thai, come la comparsa del bodhisattva Lokesvara-Avalokiteśvara in alcune architetture religiose e la convinzione che il re Thai fosse una sua reincarnazione rivelano l'influenza dei concetti mahayanici.

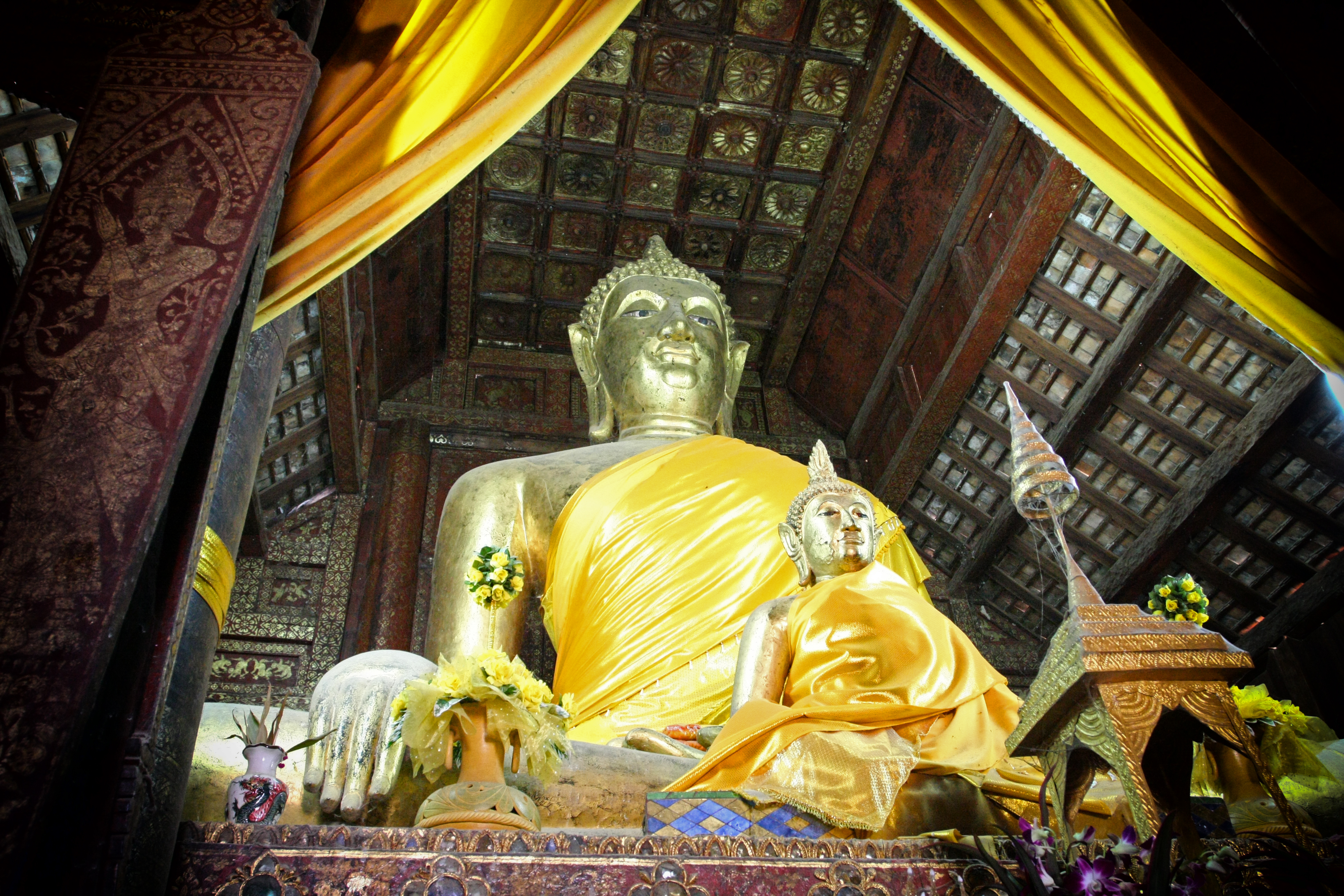
La statua raffigurante il Buddha all'interno del tempio di Lampang Luang.

## Legami governativi
Mentre la Thailandia è attualmente una monarchia costituzionale, ha ereditato una forte tradizione che la identifica come maggiore regalità buddhista di tutta la regione; ciò ha collegato la legittimazione religiosa dello stato in cambio della protezione e sostegno alle istituzioni buddhiste. Una tal concessione è stata mantenuta anche in epoca moderna, col clero istituzionale che ha sempre goduto della concessione di speciali vantaggi.
Nel 2007 era stata fatta da molti la richiesta di riconoscere nella nuova costituzione nazionale il buddismo come religione di Stato, ma questo suggerimento è stato inizialmente respinto dalla commissione incaricata di redigere la nuova carta costituzionale; ciò ha provocato tutta una serie di proteste da parte dei sostenitori dell'iniziativa, tra cui una serie di marce sulla capitale ed uno sciopero della fame condotto da 12 monaci. Alcuni critici della proposta han sostenuto che il movimento a favore della dichiarazione del buddismo come religione di Stato era motivato da fini eminentemente politici, potendo esser manipolati dai sostenitori del deposto premier Thaksin Shinawatra.
La commissione deputata alla redazione della costituzione dopo aver votato in senso contrario alla concessione di statuto speciale da dare alla fede buddhista, vi è stata una risposta di condanna da parte dei gruppi religiosi: la regina Sirikit non ha mancato d'esprimere la propria preoccupazione nei riguardi della questione, affermando che il credo religioso deve stare separato e distinto dalla politica e ciò ha indotto alcune organizzazioni pro-buddhiste ad interrompere le campagne di protesta..

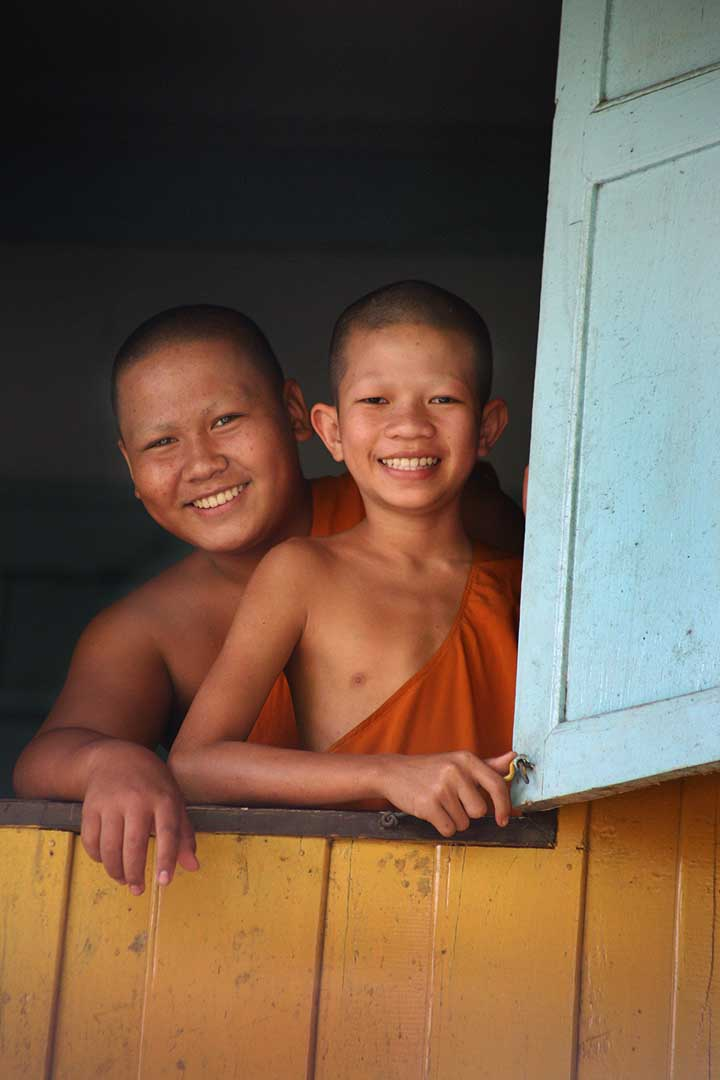
Giovani monaci buddhisti Thai.

## Ordinazione e clero
Come nella maggior parte delle altre nazioni a maggioranza Theravada, anche in Thailandia la fede buddhista è principalmente rappresentata dall'estrema visibilità dei monaci, che fungono da officianti in tutte le occasioni cerimoniali, oltre ad essere i massimi responsabili per la conservazione e trasmissione degli insegnamenti dell'Illuminato, il Signore Buddha.
Dalla metà del XX secolo la maggior parte dei monaci iniziano la loro carriera servendo come dek-wat (เด็กวัด), letteral. "bambini del Wat; tradizionalmente di almeno otto anni di età, svolgono i lavori domestici minori intorno al tempio. Il motivo principale che spinge a far diventare i figli dei dek wat è quello di permettergli così di fargli ottenere una base d'istruzione, i fondamenti della lettura e scrittura e la memorizzazione delle scritture cantate durante le occasioni rituali.
Prima dell'istituzione di scuole elementari statali, i templi dei villaggi fungevano come forma primaria di educazione per la maggior parte dei ragazzi thailandesi; prestare servizio all'interno del tempio come dek wat è sempre stato un prerequisito necessario per il raggiungimento d'una qualsiasi istruzione di tipo superiore, ed è stata fino a tempi recentissimi l'unica l'unica formazione educativa a disposizione dei contadini.
Dal momento della creazione di un apparato didattico gestito dal governo il numero di bambino che vivono un periodo di tempo della loro vita come dek wat è diminuito sensibilmente; tuttavia, molte scuole statali continuano ad operare sul presupposto che la primissima istruzione sia stata impartita dal tempio del villaggio locale.
Oggi i ragazzi che saltano i canonici 4 anni come dek wat possono venir ordinati come Srāmanera e in alcune località anche le ragazze possono diventarlo; questi novizi si trovano a vivere secondo i 10 precetti (astenersi dall'uccidere esseri viventi; dal rubare; dall'impudicizia; dal linguaggio scorretto; dall'assumere intossicanti; dal cibarsi dopo mezzogiorno; da qualsiasi forma di spettacolo-canto-ballo-musica; dal mettersi profumi e cosmetici; dal dormire su letti morbidi; dall'accettare denaro), ma non sono tenuti a seguire l'intera gamma di regole monastiche del codice buddhista.
I novizi poi, a differenza dei monaci ordinati, possono ancora passare più tempo a stretto contatto con le famiglie d'origine, non partecipano alla recita del codice e alla confessione pubblica delle infrazioni commesse che hanno luogo nei giorni di uposatha; i novizi solitamente vengono ordinati durante una delle pause scolastiche, ma per coloro che intendono intraprendere la vita religiosa possono iniziar a ricevere l'adeguata istruzione all'interno del tempio.
I giovani non vivono solitamente in qualità di novizi per più di un paio d'anni; all'età di 20 divengono idonei a ricevere l'Upasampadā, l'ordinazione superiore che li rende a pieno titolo dei bhikkhu-monaci completi tenuti a rispettare tutte le regole. Un novizio viene tecnicamente sponsorizzato dai genitori per l'ordinazione, ma in pratica nei villaggi rurali l'intero paese si trova a partecipare fornendo la veste, la ciotola per l'elemosina e gli altri oggetti che saranno richiesti per la vita monastica.
Passare un periodo temporaneo della propria vita in qualità di monaci è la norma tra buddhisti thailandesi; la maggior parte dei giovani tradizionalmente sono ordinati solo per la durata di una stagione delle piogge e conosciuto come Vassa: quelli che rimangono oltre il primo vassa tipicamente sostano in monastero da uno a tre anni e vengono impiegati principalmente in ambito liturgico da compiere nei villaggi circostanti
La tradizione Thai supporta ed incoraggia i laici ad entrar per un tempo provvisorio in monastero e comportarsi e studiando come tali per tutto il tempo della loro permanenza; si può scegliere di vivere come monaco per tre giorni, tre settimane, tre medi o tre anni (o magari tre settimane e tre giorni). Questa forma di ritiro spirituale è previsto per tutti i maschi thailandesi, sia ricchi che poveri e speso viene programmato al termine del liceo: ciò rende onore alla famiglia e crea meriti per il giovane. Mentre osservano tale pratica, agli uomini viene anche conservato l'eventuale posto di lavoro.

## Movimenti di riforma

### Posizione delle donne
Diversamente da quanto vige sia in Birmania che in Sri Lanka, non è mai stato stabilito un ordinamento monastico preciso per le donne; di conseguenza v'è la percezione diffusa tra i thailandesi che le monache, dette bhikkhuni, non sono destinate a svolgere un ruolo attivo nella vita monastica, mentre ci si aspetta di più da loro che vivano come seguaci allo stato laicale ed acquisir così merito nella vita attuale nella speranza di rinascere maschi nell'esistenza successiva.
Recentemente vi sono stati diversi tentativi per tentar d'introdurre un ordinamento monastico femminile regolato come quello maschile, questo come primo passo verso un miglioramento della condizione delle donne all'interno del buddismo thailandese: principale fautore di questo movimento è "Dhammananda Bhikkhuni", badessa del tempio-monastero di Songdhammakalyani fondato dalla madre nel 1960.
A differenza delle iniziative simili svoltesi in Sri Lanka, questi sforzi sono stati estremamente controversi in Thailandia.